# Димитрий Цилибинский
Димитрий (XIV—XV века) — преподобный Русской православной церкви, основатель Цилибинской Архангельской пустыни на реке Вычегде, в 28 верстах от Яренска, Вологодской губернии, в конце XIV века, при Святом Стефане, епископе Пермском в 1383—1396 годах.
О детстве и мирской жизни преподобного Димитрия Цилибинского сведений практически не сохранилось, да и последующие биографические данные о нём очень скудны и отрывочны; известно, что основанная им пустынь сначала служила приютом для проповедников христианства среди зырян, а позднее на месте пустыни находилась приходская церковь.
Преподобный Димитрий был одним из ближайших учеников и ревностных помощников Святого Стефана в распространении православной веры между идолопоклонниками и, вероятно, происходил из зырян, просвещённых Святым Стефаном. Преподобный иеромонах Димитрий жил в пещере, выкопанной им под храмом, и выходил оттуда только для церковной службы и для проповеди слова Божия в окрестных селениях.
Год смерти его неизвестен; тело святого покоится близ построенной им церкви.
Память преподобного Димитрия Цилибинского чтится 24 января, 26 октября и в 3-ю неделю по Пятидесятнице — в Соборе Вологодских святых.